# زردچه‌ها
زردچه‌ها (نام علمی: Xanthellum) نام یک سرده از section زنبور انگل است.